# Unguizetes similis
Unguizetes similis är en kvalsterart som beskrevs av Sandór Mahunka 1998. Unguizetes similis ingår i släktet Unguizetes och familjen Mochlozetidae. Inga underarter finns listade i Catalogue of Life.